# Elfenbein-Federlibelle

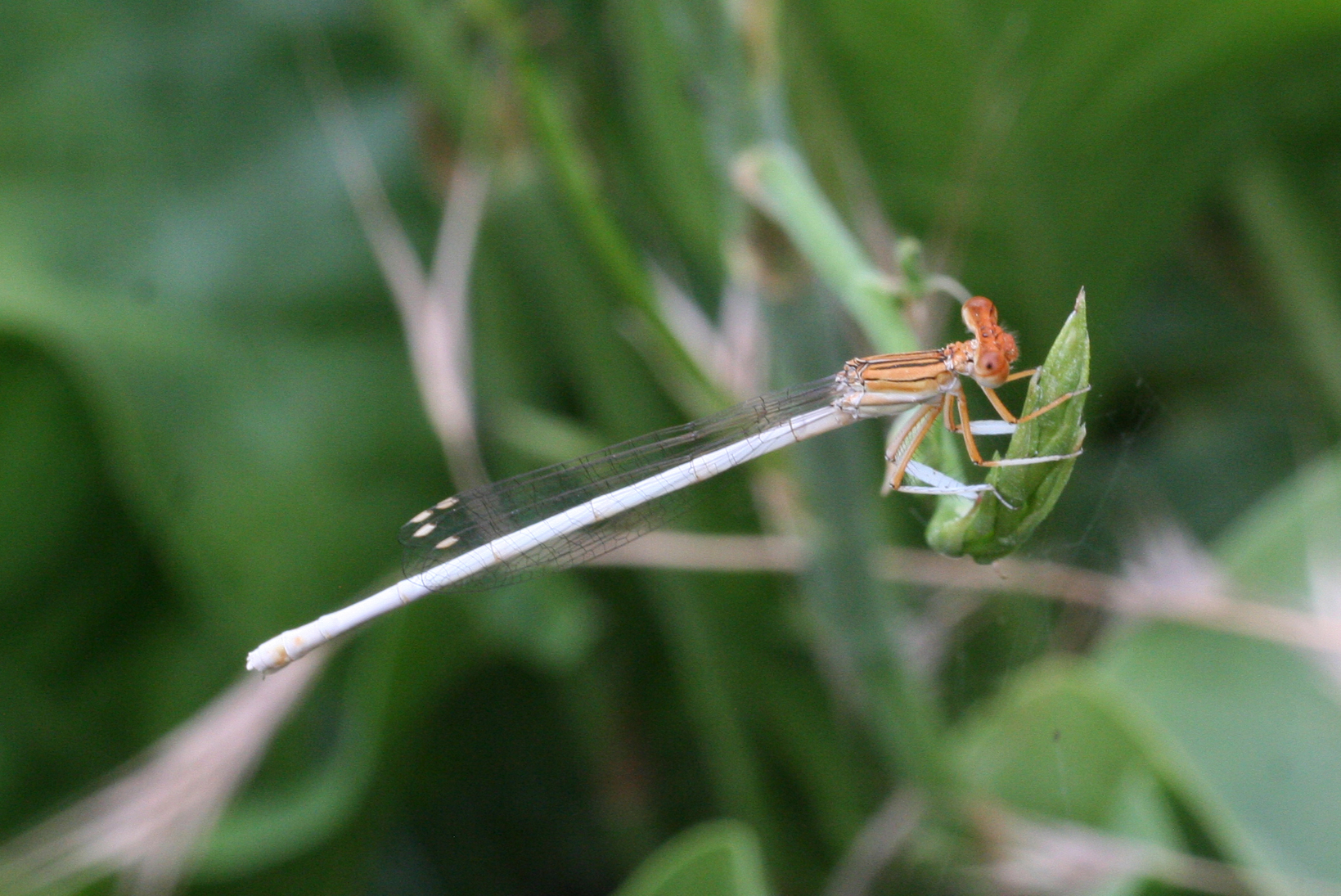
Elfenbein-Federlibelle (Platycnemis dealbata), Weibchen in der Republik Dagestan

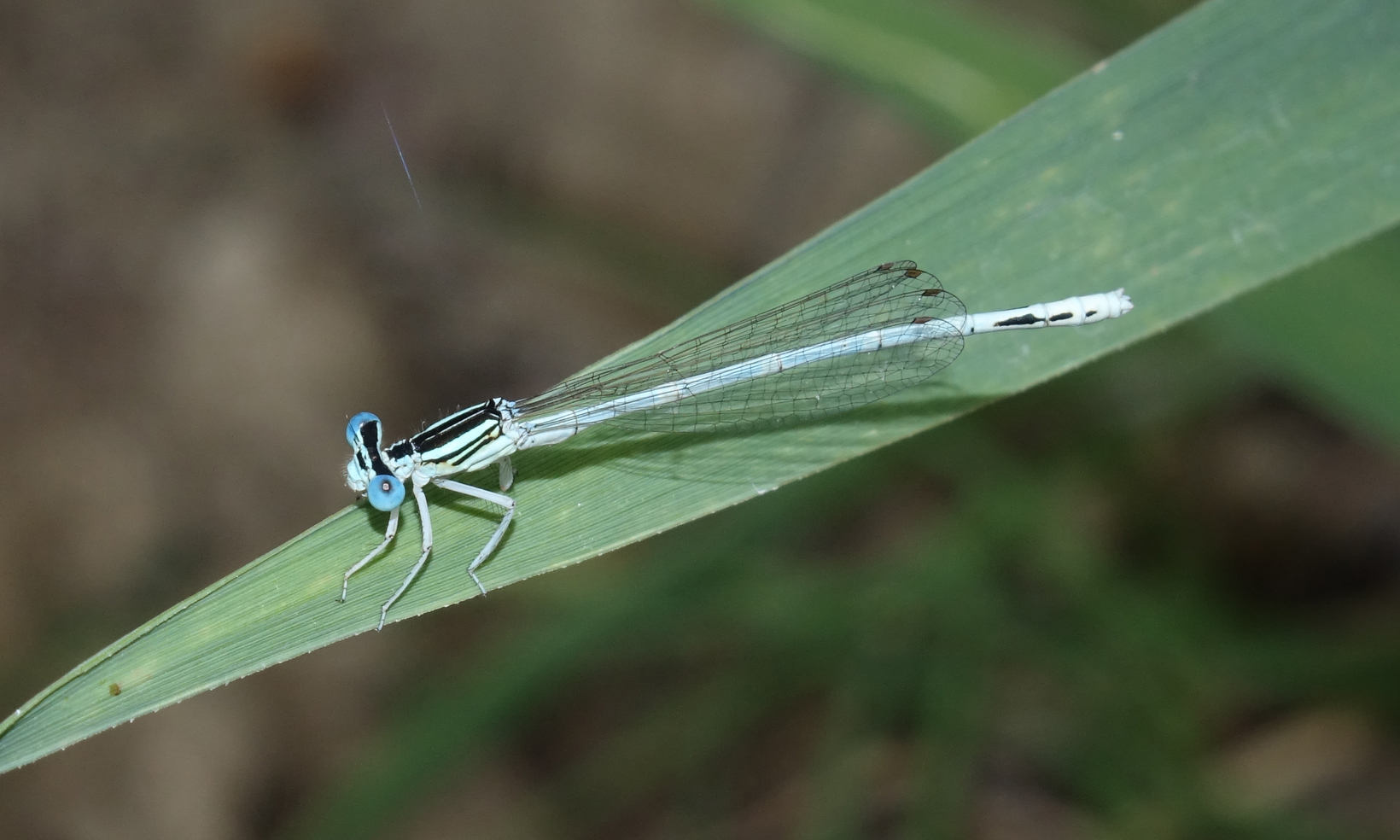
Elfenbein-Federlibelle (Platycnemis dealbata), Männchen in der Republik Dagestan

Die Elfenbein-Federlibelle (Platycnemis dealbata), auch Elfen-Federlibelle genannt, ist eine Kleinlibellenart aus der Familie der Federlibellen (Platycnemididae). Sie ist das östliche Gegenstück zur Blauen Federlibelle (Platycnemis pennipes), deren Verbreitungsgebiete sich in Georgien treffen und überlappen.

## Beschreibung
Die Körperlänge beträgt 28 bis 38 Millimeter, die Flügelspannweite 42 bis 60 Millimeter. Die Weibchen und frisch geschlüpften Männchen sind durch ihre Körperzeichnung als typische Federlibellen erkennbar, aber die Hinterbeine beider Geschlechter sind nicht deutlich verbreitert. Die Färbung der frisch geschlüpften Männchen verläuft mit zunehmendem Alter gleichmäßig an Kopf, Thorax und Hinterleib. Ein Verwechselung mit der im Gebiet des Levante vorkommenden Pseudagrion syriacum ist in diesem Entwicklungsstadium möglich. Die adulten Männchen von Pseudagrion syriacum sind auch weißlich-blau, jedoch insgesamt fleckiger gefärbt und haben auf der Oberseite des Thorax markante Streifen (Antehumeralstreifen).
In ihrem Verbreitungsgebiet sind die adulten Männchen gut zu erkennen, da sie einen elfenbeinfarbenen Hinterleib und vergrößerte weiße Hinterbeine haben. Beide Geschlechter der Elfenbein-Federlibelle unterscheiden sich von der im Verbreitungsgebiet vorkommenden Blauen Federlibelle (Platycnemis pennipes) und von Platycnemis kervillei, durch die fast vollständig weißen Beine. Darüber hinaus ist die Unterseite des Hinterleibs bei den Männchen weißlich und normalerweise ohne blaue Bereiche gefärbt. Nur bei alten Männchen kann die weiße Färbung am Thorax, der Unterseite des Hinterleibs und der Beine einen sichtbaren bläulichen, fast schillernden Schimmer aufweisen. An den Hinterleibssegmenten S7 bis S9 ist selten ein schwarzes Muster vorhanden. Im Gegensatz zu anderen Federlibellen sind die oberen Hinterleibsanhänge der Männchen ohne eine Kerbe an der Spitze ausgebildet. Am Hinterrand der Vorderbrust (Pronotum) ist bei den Weibchen ein kleiner, seitlich hervorstehender Zahn vorhanden. Elfenbein-Federlibellen sind geschlechtsdimorph. Während die adulten Männchen einen hellblauen Schimmer am Körper und hellblaue bis blaue Augen haben, sind die adulten Weibchen weißlich-cremefarben, mit einem leicht orangefarbenen Schimmer am Kopf, dem Thorax, den Beinen und den Augen gefärbt. Die Flügelmale sind bei den Männchen und Weibchen weißlich bis grau gefärbt.

## Vorkommen
Das Verbreitungsgebiet der Elfenbein-Federlibelle erstreckt sich vom äußersten Südosten der Türkei, über die Küstenregion am Kaspischen Meer bis nach Zentralasien im Norden von Pakistan und Indien. Im Süden liegt ihre Verbreitungsgrenze auf der Sinai-Halbinsel, der Wüstenregion in Syrien und am Persischen Golf.
Für die Elfenbein-Federlibelle wurden Fundorte für Afghanistan, Armenien, Aserbaidschan, Ägypten auf der Sinai-Halbinsel, Georgien, Indien, Iran, Irak, Israel, Jordanien, den Libanon, Pakistan; Palästina, Russland in der Republik Dagestan und der Region Krasnodar, Syrien, Tadschikistan, Turkmenistan, den asiatischen Teil der Türkei und Usbekistan aufgezeichnet. Außerhalb der Sinai-Halbinsel gilt die Elfenbein-Federlibelle in Ägypten als ausgestorben. Sie ist an den Fundorten lokal und weit verbreitet.

## Lebensraum
Die Elfenbein-Federlibelle kommt im Osten von Georgien an Bächen und Flüssen in den tieferen und mittleren Höhenlagen verbreitet vor. Besonders entlang der größeren Flüsse kommt sie lokal gemeinsam mit der Blauen Federlibelle vor, beispielsweise in der Region um Tiflis und dem angrenzenden Niederkartlien. In weiten Teilen der trockeneren und halbtrockenen Regionen in Georgien ist die Elfenbein-Federlibelle der einzige Vertreter der Gattung der Echten Federlibellen (Platycnemis). Sie besiedelt alle Lebensräume in der Nähe von langsam bis schnell fließenden Gewässern mit ausreichender Ufervegetation.

## Lebensweise
Die Elfenbein-Federlibelle lebt räuberisch und ernährt sich überwiegend von Kleinstinsekten. Sie besiedelt Lebensräume in Höhenlagen von Meereshöhe bis 600 m. Die Männchen ruhen meist im Schatten von höherer Vegetation am Ufer von Fließgewässern. Ihre Lebensweise ähnelt der anderer Platycnemis-Arten, jedoch liegen keine detaillierten Forschungsergebnisse vor. Die Flugzeit ist in der Türkei von Ende April bis Ende September und im Nahen Osten von März bis Oktober.

## Gefährdung
Von der Weltnaturschutzunion IUCN wird die Elfenbein-Federlibelle in der Roten Liste gefährdeter Arten geführt. Die Libellenart ist in den meisten Teilen ihres Verbreitungsgebiets im Nahen Osten weit verbreitet. Der Gesamtbestand ist stabil und es gibt keine Hinweise auf einen gravierenden Rückgang der Population oder einen fortgeschrittenen Verlust des Lebensraums. Daher ist die Art als nicht gefährdet  eingestuft.